# おおたかの森西
おおたかの森西（おおたかのもりにし）は、千葉県流山市にある町名。現行行政地名はおおたかの森西一丁目からおおたかの森西四丁目。郵便番号は270-0128。

## 地理
流山市中部に位置する。つくばエクスプレス開業により、宅地開発が進み新町名として誕生した。南をおおたかの森南、東をおおたかの森東、北をおおたかの森北と接する。

## 歴史
- 2019年5月10日 - 「流山都市計画事業新市街地地区一体型特定土地区画整理事業」の換地処分を公告
- 2019年5月11日 - 上記に伴い町名および地番を変更し、大字おおたかの森西一丁目から四丁目を新設[4]

### 町名の変遷
| 実施後                   | 実施年月日    | 実施前（各大字・小字ともその一部）                                                  |
| ------------------------ | ------------- | ----------------------------------------------------------------------------------- |
| 大字おおたかの森西一丁目 | 2019年5月11日 | 大字市野谷字芋久保・宮尻・入台・牛飼沢、大字西初石5丁目、大字西初石6丁目            |
| 大字おおたかの森西二丁目 | 2019年5月11日 | 大字市野谷字三嶋・後山・芋久保・宮尻・入台・牛飼                                    |
| 大字おおたかの森西三丁目 | 2019年5月11日 | 大字三輪野山字諸下・込ノ内・向原、大字大畔字南割・小坂・割内・向山、大字西初石5丁目 |
| 大字おおたかの森西四丁目 | 2019年5月11日 | 大字西初石5丁目                                                                     |

## 世帯数と人口
2021年（令和3年）10月1日現在の世帯数と人口は以下の通りである。
| 丁目                 | 世帯数    | 人口    |
| -------------------- | --------- | ------- |
| おおたかの森西一丁目 | 1,297世帯 | 2,910人 |
| おおたかの森西二丁目 | 121世帯   | 374人   |
| おおたかの森西三丁目 | 45世帯    | 79人    |
| おおたかの森西四丁目 | 811世帯   | 1,915人 |
| 計                   | 2,274世帯 | 5,278人 |

## 小・中学校の学区
市立小・中学校に通う場合、学区は以下の通りとなる。
| 丁目                 | 番地            | 小学校                     | 中学校                     |
| -------------------- | --------------- | -------------------------- | -------------------------- |
| おおたかの森西一丁目 | 1番地 - 23番地  | 流山市立おおぐろの森小学校 | 流山市立おおたかの森中学校 |
| おおたかの森西一丁目 | 24番地 - 38番地 | 流山市立おおたかの森小学校 | 流山市立おおたかの森中学校 |
| おおたかの森西二丁目 | 全域            | 流山市立おおたかの森小学校 | 流山市立おおたかの森中学校 |
| おおたかの森西三丁目 | 1番地 - 6番地   | 流山市立おおぐろの森小学校 | 流山市立おおたかの森中学校 |
| おおたかの森西三丁目 | 24番地 - 38番地 | 流山市立おおたかの森小学校 | 流山市立おおたかの森中学校 |
| おおたかの森西四丁目 | 全域            | 流山市立おおぐろの森小学校 | 流山市立おおたかの森中学校 |

## 交通

### 鉄道
- つくばエクスプレス 流山おおたかの森駅 (TX12)

### 道路
国道、県道は通っていない。

## 施設
- 流山おおたかの森駅 - おおたかの森東にまたがる。
- 流山市立おおたかの森小学校
- 流山市上下水道局（おおたかの森浄水場）
- 千葉県 流山警察署
- 竜泉寺の湯 スパメッツァ おおたか